# Joseph Edmond Fayolle
Pour les articles homonymes, voir Fayolle.
Joseph Edmond Fayolle, né le 16 février 1815 à Guéret (Creuse), mort le 30 août 1885 dans la même ville, est un homme politique français.

## Biographie
Fils d'un conseiller de préfecture, il suit des études de droit. Reçu comme avocat, il s'inscrit au barreau de sa ville natale. Marié en 1841 avec la fille d'André Leyraud, député de l'opposition libérale, il manifeste, sous le règne de Louis-Philippe, des opinions démocratiques. Après la Révolution de 1848, il est élu conseiller général de la Creuse, commandant de la garde nationale et, le 23 avril 1848, député de la Creuse à l'Assemblée constituante, le 1er sur 7 avec 23 225 voix sur 49 820 votants.
Siégeant à gauche, il vote à l'assemblée avec les républicains modérés. Adversaire de la politique du Prince-Président, il est réélu député de la Creuse à l'Assemblée législative le 13 mai 1849, le 6e et dernier de la liste avec 13 314 voix sur 39 471 votants et 78 014 inscrits. Membre de la minorité républicaine, il vote contre l'expédition de Rome, la loi Falloux-Parein sur l'enseignement et la loi restreignant le suffrage universel.
Protestant contre le coup d'État du 2 décembre 1851, il est arrêté à la mairie du 10e arrondissement et interné un bref moment au Mont Valérien, avant d'être libéré.
Reprenant ses activités au Barreau de Guéret, il est choisi comme candidat de l'opposition démocratique dans la 1re circonscription de la Creuse le 24 mai 1869, mais il est battu avec 7 628 voix contre 15 525 voix contre Delamarre, le candidat officiel.
Devenu maire de Guéret le 4 septembre 1870, il est révoqué après la démission du président de la République Adolphe Thiers, le 24 mai 1873. Lors des premières élections sénatoriales du 30 janvier 1876, il est élu sénateur de la Creuse avec 210 voix sur 328 votants. Siégeant sur les bancs de la gauche républicaine, il vote contre la dissolution de la Chambre des députés par Mac-Mahon, en juin 1877. Après la victoire des 363, il soutient les divers ministères républicains opportunistes.
Réélu sénateur le 30 janvier 1885 avec 452 voix sur 616 votants, il meurt au mois d'août de la même année. Il est enterré au cimetière des Pénitents noirs de Guéret dans le tombeau de sa belle-famille, où est enterré également son beau-père André Leyraud, lui-même député de la Creuse.
Membre du Conseil général de la Creuse, il en fut également le président.